# Брати Люм'єр

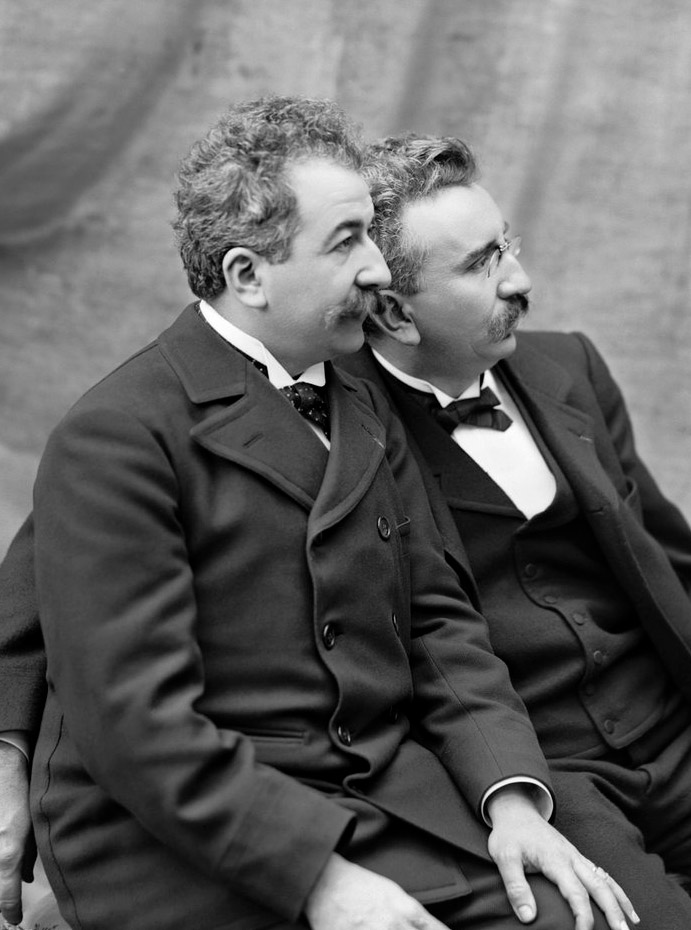
Огюст (зліва) та Луї Люм'єри

Брати́ Люм'єри, Луї-Жан Люм'єр (фр. Louis Jean Lumière; 5 жовтня 1864 — 6 червня 1948) — молодший брат (винахідник) та Огюст-Луї-Марі-Ніколя Люм'єр (фр. Auguste Lumière; 19 жовтня 1862 — 10 квітня 1954) — старший брат (організатор) — виробники фототехнічного обладнання, брати більш знані завдяки своїй системі кінофільмів Сіноматограф та короткометражним фільмам, які знімали між 1895 та 1905 роками, під час Першої світової війни вони зробили чимало винаходів в області медицини. Луї займався протезуванням, а Огюст досліджував туберкульоз і рак, винайшов спеціальні пов'язки для загоєння опіків і ран.

## Перші кінопокази
Показ 22 березня 1895 року для близько 200 членів «Товариства розвитку національної промисловості» в Парижі був першою презентацією фільмів на екрані для великої авдиторії. На перший комерційний показ 28 грудня 1895 року в Гран-кафе на Бульвар-де-Капюсін (Париж) було продано лише 35 квитків. У цей вечір було показано десять перших фільмів. До списку цих картин увійшов і один з найвідоміших фільмів братів — «Вихід робітників з фабрики Люм'єр», він вважається першим в історії кіно. Першою постановочною комедією вважають картину під назвою «Политий поливальник». Існує версія, що сюжет фільму взято з життя братів, адже молодший брат Люм'єр — Едуард, який трагічно загинув у Першу світову війну, любив жартувати над старим садівником, наступаючи на шланг.

### Фільмотека
Список першого історичного комерційного показу братів Люм'єрів, що відбувся 28 грудня 1895 року у «Гран-кафе» на бульварі Капуцинок у Парижі:
1. Вихід робітників з фабрики
2. Политий поливальник
3. Прибуття делегатів на фотоконгрес у Ліоні
4. Вольтижировка
5. Виловлювання червоних рибок
6. Ковалі
7. Сніданок немовляти
8. Стрибок через брезент
9. Площа Кордельє в Ліоні
10. Морське купання

## Історія
Брати Люм’єри народилися в місті Безансон на сході Франції. З дитинства вони мали різні захоплення — Луї був хворобливим і багато часу проводив вдома з батьком, від якого і перейняв пристрасть до винахідництва, а Огюст захоплювався фотографією та медициною.
У 1882 році родина переїхала до Ліона, де хлопці навчались у технічній школі. Ця освіта вплинула на подальші інтереси та вибір професії хлопчиків.  Їхній батько, відомий художник-портретист, Шарль-Антуан Люм'єр придбав у Ліоні велику ділянку, де побудував фабрику з виробництва пластин. Спочатку Люм'єра ледь не спіткало банкрутство: врятував фабрику винахід молодшого сина Луї — фотопластини. Так звані «блакитні етикетки» здійснили прорив у фотографії, адже саме вони дали змогу робити швидкі фотографії.
У 1889 році Антуан Люм'єр привіз з Парижу своїм синам винахід Томаса Едісона — кінетоскоп. Це було досить велике спорудження, яке давало змогу дивитися кіно лише одній людині, заглядаючи в мале віконце в корпусі. Батько запропонував синам: «Потрібно спробувати випустити картинки з коробки».
Після ознайомлення з кінетоскопом Луї Жан став займатися проблемою світлової проєкції «рухомих фотографій» і разом з братом Огюстом вони змогли представити світу інноваційний прилад — сінематограф. Це було справжнє портативне ательє: винахід поєднав у собі три процеси — знімальний, копіювальний та проєкційний.
Для того, щоб пристрій працював, потрібне було сильне джерело світла, яке ставилося позаду приладу, плівка переміщалася, а на екрані з'являлося рухоме зображення.
Родоначальником кінематографа брати вважали Едісона, адже саме на основі його приладу винайшли свій і платили йому відкупні, коли демонстрували фільми в США.
Щоб глядач під час перегляду німого кіно не нудився, брати стали запрошувати на свої покази піаністів та саксофоністів, які супроводжували кінопоказ музичними творами, відповідними фільму. Так «Гранд кафе» перетворилося на кінотеатр.
Для пропаганди кінематографа і знімання нових фільмів із сюжетами про всесвітні пам'ятки і світові події брати відправили своїх кіномеханіків у Європу, а самі вирушили в турне Японією, Індією та Китаєм. Таким чином, до 1903 року кінотека братів налічувала понад дві тисячі фільмів.
Останній фільм Луї зняв 1898 року, він мав назву «Пристрасті Ісусові». Після цього Луї займався виключно виробництвом кіноапаратури.
У 1904 році брати розробили так званий спосіб «автохром». 1907 року вони налагодили виробництво растрових фотопластинок, які дозволили одержувати кольорове зображення дуже простим способом. Такі автохромні пластинки мали попит протягом 30 років аж до появи нових багатошарових матеріалів, які лежать в основі сучасної кольорової фотографії.

## Особисте життя
Брати були одружені з сестрами Вінклер: Огюст — із Маргарет Вінклер (1893 року), а через рік Луї одружився з Розою.
У стрічці «Сніданок немовляти» знялася дочка Огюста — Андре.

## Вшанування пам'яті
У місті Харків проїзд Кустанайський перейменували на проїзд Люм'єрівський.